# Дорфман Борис Менделевич

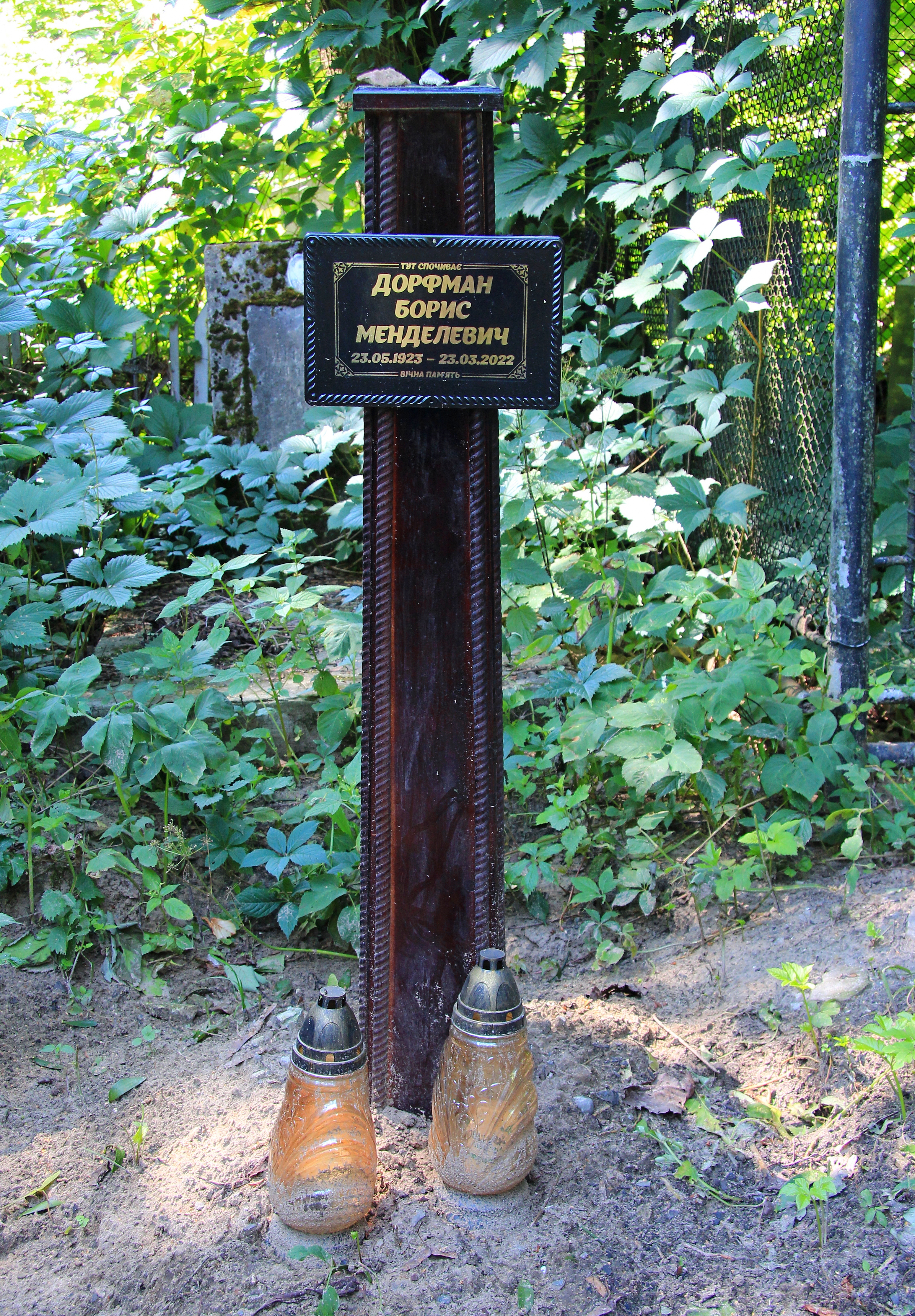

Борис (Борух) Менделевич Дорфман (їд. באָריס (ברוך) דאָרפמאַן; 23 травня 1923, Кагул, Бессарабія — 23 березня 2022, Львів) — єврейський публіцист, дослідник єврейської культури та львівський громадський діяч.
Автор близько 1000 статей на єврейські теми в пресі їдишем, російською, українською, польською і німецькою мовами. Один із засновників першої в СНД єврейської газети «Шофар» і товариства єврейської культури ім. Шолом-Алейхема у Львові.
Син Бориса Дорфмана — американський публіцист Міхаель Дорфман.
Помер у Львові, похований на єврейській дільниці Янівського цвинтаря міста.